# Qt Group
Qt Group é uma empresa de software finlandesa, fundada por Eirik Chambe-Eng e Haavard Nord em 4 de março de 1994.
Esta empresa é responsável pelo desenvolvimento do framework Qt e fornece ferramentas para design de interface do usuário, desenvolvimento de software, garantia de qualidade e testes, bem como serviços de consultoria especializada.
No inicio era uma empresa norueguesa, com sede em Oslo e seu nome era Trolltech, a equipe inicial da companhia começou a desebvolver o Qt em 1992 e a primeira versão oficial do framework foi lançada em 1995.
Em 1999 abriu um escritório em Brisbane, Australia, ele foi encerrado em agosto de 2012, após uma restauração que Nokia fez em todas as suas subsidiaras no mundo tudo.
Em julho de 2006 a companhia abriu seu capital na Bolsa de Valores de Oslo e arrecadou 120 milhões de coroas norueguesas ou cerca de 10,45 milhões de libras esterlinas em valores da época.
A Trolltech foi comprada pela Nokia em janeiro de 2008 por 153 milhões de dólares,a aquisição foi concluida em junho de 2008 e teve seu capital fechado na Bolsa de Valores de Oslo, foi listada na bolsa pela ultima vez de 17 de junho de 2008.
Em março de 2011 a Nokia vendeu o negócio de licenciamento comercial do Qt para a empresa finlandesa Digia,em agosto de 2012 Digia adquiriu todo o ambiente de desenvolvimento Qt e negócios relacionados que eram de propriedade da Nokia. Como resultado da aquisição, a Digia tornou-se responsável por todas as funções relacionadas à tecnologia Qt, incluindo o desenvolvimento de produtos. O principal objetivo da aquisição era fortalecer a posição da Digia no ecossistema Qt e expandir a disponibilidade da tecnologia Qt em um número crescente de plataformas.
Em setembro de 2014, a Digia formou a The Qt Company, uma subsidiária integral da empresa dedicada ao desenvolvimento e governança da plataforma Qt,em 16 de dezembro de 2015 a Digia separou os negócios de Qt em uma empresa independente e surgiu uma nova empresa criada pela antiga divisão, chamada de Qt Group Oyj, a operação de desmembramento das duas empresas foi concluída em 1 de maio de 2016 e as ações da nova empresa passarão a ser cotadas na Bolsa de Valores de Helsinque no dia seguinte.
Em 2018, a empresa tinha 5.000 clientes, aproximadamente 80% das empresas do ranking da Fortune 500 são clientes do Qt Group.
Em setembro de 2022, a Qt anunciou que adquiriria a Axivion, uma empresa com sede na Alemanha cujos produtos detectam problemas que afetem a qualidade e o desempenho de softwares.